# Museologica Brunensia
Museologica Brunensia je mezinárodní vědecký recenzovaný časopis publikující původní vědecké práce, metodické a informační texty, recenze a zprávy z oblasti muzeologie a muzejnictví. Cílem je prezentovat muzeologii jako moderní vědeckou disciplínu ovlivňující muzejní praxi a seznámit čtenáře s aktuálními trendy v oboru.
Časopis vydává Masarykova univerzita (Ústav archeologie a muzeologie Filozofické fakulty MU). 
Časopis vychází od r. 2012 dvakrát ročně. Je vydáván tištěně i elektronicky. Články jsou zde zveřejňovány v anglickém, českém a slovenském jazyce.
Je zařazen do databází ERIH Plus, Scopus a na Seznam recenzovaných neimpaktovaných periodik vydávaných v ČR.

## Historie
Museologica Brunensia svým zaměřením navazuje na mezinárodně uznávané periodikum Muzeologické sešity, které vycházelo v letech 1969–1986 pod patronací brněnské univerzity a Moravského muzea v Brně. V letech 2012-2015 redakce časopisu zajišťovalo Mendelovo muzeum Masarykovy univerzity, od roku 2016 redakce přešla na Ústav archeologie a muzeologie Filozofické fakulty Masarykovy univerzity, Brno.
Šéfredaktorem je doc. Mgr. Otakar Kirsch, Ph.D., výkonnou redaktorkou Mgr. Lucie Jagošová, DiS, PhD. 
Členy redakční rady jsou prof. dr. sc. Darko Babić (Chorvatsko), Mag. Dr. phil. Bernadette Biedermann (Rakousko), coc. Alexandra Bounia (Řecko), doc. PhDr. Jan Dolák, Ph.D. (Slovensko), prof. Dr George Hein (USA), prof. Wan-Chen Chang (Tchaj-wan), Mgr. Lucie Jagošová, DiS, PhD. (Česká republika), doc. Mgr. Otakar Kirsch, Ph.D. (Česká republika), prof. Peter van Mensch, PhD. (Nizozemí), Solomon C. Nkwagu (Nigérie), prof. PhDr. Pavol Tišliar, PhD. (Slovensko) a Dr Sheila Watson (Velká Británie).